# Кэри, Макс
Макс Кэри (англ. Max Cary; 6 августа 1881 — 2 января 1958) — английский историк античности. Профессор, магистр искусств (М. А.), доктор D. Litt.
С 1908 года — лектор, затем в 1937—1946 годах — профессор античной истории Лондонского университета. Также в 1908—1946 годах — сотрудник Бедфордского колледжа в Лондоне.
Автор многих работ по истории Древних Греции и Рима, ряда глав по античности в Кембриджской истории древнего мира, один из редакторов Оксфордского классического словаря.
Автор «The Geographic Background of Greek and Roman History» (Oxford, 1949) ISBN 0313231877. Вместе с Х. Скаллардом автор несколько раз переиздававшейся «Истории Рима» (1935).
В 1968 году в его память его вдовой и дочерью была учреждена премия его имени.